# Socjalizm w Pakistanie

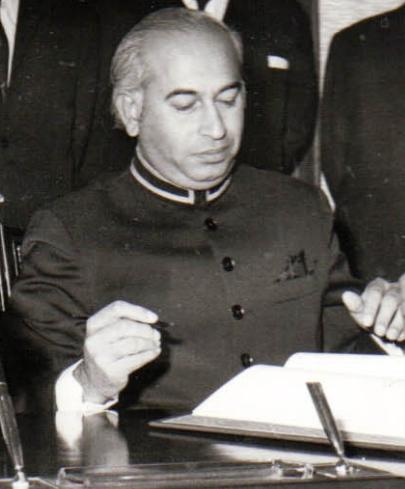
Zulfikar Ali Bhutto socjalistyczny prezydent Pakistanu w latach 1971–1973 i premier w latach 1973–1977

Wpływy socjalizmu i ruchu socjalistycznego w Pakistanie wahały się w zależności od okresu w historii kraju. W okresie XX wieku przeważającym ustrojem gospodarczym Pakistanu był kapitalizm, lecz w niektórych okresach widoczna w polityce była przewaga ideologii socjalistycznej. Współczesny główny nurt socjalistyczny w Pakistanie związany jest z ideą islamskiego socjalizmu, w którym państwo działa zgodnie z zasadami wiary muzułmańskiej, mniejsze grupy socjalistyczne pozostają pod wpływem tradycyjnego socjalizmu.

## Historia
Początek niezależnego pakistańskiego ruchu socjalistycznego wiąże się z uzyskaniem przez ten kraj niepodległości w sierpniu 1947 roku. Wkrótce po utworzeniu Pakistanu powstała Pakistańska Partia Socjalistyczna, będąca w owym czasie jedyną partią socjalistyczną działającą w kraju. Ugrupowanie liczyło około 1200 członków i posiadała status członka Azjatyckiej Konferencji Socjalistycznej. Partia Socjalistyczna miała silne struktury we wschodnich regionach wiejskich i w Pakistanie zachodnim. Była typową, świecką partią socjalistyczną, ze względu na postulowany przez działaczy sekularyzm była mimo silnej pozycji na obszarach wiejskich, izolowana na arenie krajowej i stopniowo traciła poparcie na rzecz socjalistów islamskich. Świeccy socjaliści nie byli w stanie konkurować z nurtem religijnym reprezentowanym przez współtwórcę niepodległego Pakistanu Liaquata Ali Khana. Partia została zdelegalizowana razem z wszystkimi innymi partia politycznymi w 1958 roku gdy generał Muhammad Ayub Khan wprowadził w kraju stan wojenny. Kolejną partią socjalistyczną była założona w 1966 roku Pakistańska Partia Ludowa.
Czołowym pakistańskim socjalistom tego okresu był Zulfikar Ali Bhutto, założyciel Pakistańskiej Partii Ludowej. Bhutto podczas swojej kadencji prezydenckiej (1971-1973), przeprowadził szereg reform gospodarczych, jego polityka przyczyniła się do osłabienia silnego systemu feudalnego, niezagospodarowane grunty rolne zostały przydzielone ubogim rolnikom. Za jego kadencji odnotowano znaczną redukcję ubóstwa i największą w historii państwa modernizacje prawa pracowniczego. Socjalistyczny gabinet sprawujący władzę w Pakistanie w latach 70. doprowadził do zwiększenia podstawowych praw obywateli, takich jak dostęp do odpowiedniej opieki zdrowotnej i edukacji. Znacjonalizowano szkoły i uczelnie, sektor przemysłowy (w tym żelazo i huty), sektor bankowy, spożywczy, chemiczny oraz motoryzacyjny. Czas ten był kluczowy w powstawaniu wolnych związków zawodowych.
Po obaleniu rządu Bhutto w wyniku wojskowego zamachu stanu, na czele którego stał korzystający ze wsparcia fundamentalistów muzułmańskich Muhammad Zia ul-Haq, nowo powstały reżim zwalczał ruchy sekularystyczne, marksistowskie i socjalistyczne. W okresie istnienia dyktatury wojskowej w latach od 1977 roku do 1988, rząd zabraniał socjalistom startu w wyborach. Reżim w 1985 zniósł stan wyjątkowy i pozwolił na powrót do kraju Benazir Bhutto, córce zamordowanego Zulfikara Ali Bhutto. Benazir Bhutto objęła stanowisko przewodniczącego Partii Ludowej, a w 1988 roku została desygnowana na premiera. Współcześnie ruch socjalistyczny Pakistanu został zdominowany przez Partię Ludową, w 2002 roku powstała opozycja względem niej Pakistańska Partia Socjaldemokratyczna, która została jednak rozwiązana dwa lata później.

## Współcześnie
Niezależnie od zmian, do których doszło pod rządami Bhutto, rozwój ruchu socjalistycznego w Pakistanie przez większość czasu był ograniczony i nieskuteczny. Ideowym organizacjom takim jak Pakistańska Partia Socjalistyczna nie udało się wywierać wpływu na większą część społeczeństwa, tracąc na rzecz islamskiego wariantu tej ideologii. Pakistan ponadto jest krajem ubogim i pozbawionym infrastruktury, co utrudniało lewicowym rządom realizacje socjalistycznych postulatów. Ruchy demokratyczne i sekularystyczne zagrożone są przez prawicowe ugrupowania religijne, które uważają, że socjalizm w każdej postaci nie jest zgodny z muzułmańskimi normami rządzenia państwem.